# Trans de Direita
Suellen Rayanne Linhares Ribeiro (Rio Claro, 9 de janeiro de 1999), mais conhecida nas redes sociais como Trans de Direita, é uma travesti e  influenciadora digital brasileira, sendo uma das principais vozes da direita brasileira LGBT. Ganhou notoriedade em 2016 como travesti apoiante de Jair Bolsonaro. Na política declara-se como conservadora, sendo filiada ao partido União Brasil.
Suellen possui o ensino médio completo, residindo em Rio Claro, no interior paulista.
Ganhou visibilidade nas redes sociais com várias posições contra o que define como ideologia de gênero, contra várias posições da comunidade LGBT, e negando ao conceito de criança trans. Defende a existência de apenas dois gêneros, e é contra o uso do banheiro feminino por mulheres transgênero, propondo a criação de um terceiro banheiro para essas situações.
Em 2024 foi candidata a vereadora na cidade de Rio Claro pelo União Brasil, tendo conquistado apenas 83 votos que não garantiram a eleição.
Em fevereiro de 2025, participou de um jantar promovido pelo Partido Liberal (PL) de Jair Bolsonaro, que marcou a abertura do 1.º Seminário Nacional de Comunicação do PL, como parte de uma estratégia do partido para ampliar a presença nas redes sociais e fortalecer a comunicação interna da sigla. No jantar também participaram os principais influenciadores digitais de direita, como Dom Lancelotti, fundador do movimento Gays com Bolsonaro, Nayara Thaf, presidente da União Conservadora dos Estudantes, o deputado federal Nikolas Ferreira, assim como várias das principais figuras do partido, como o presidente Valdemar Costa Neto, o líder da oposição no Senado, Rogério Marinho, além do próprio Jair Bolsonaro.